# Settar Tanrıöğen
Settar Tanrıöğen (* 22. Oktober 1960 in Denizli) ist ein türkischer Schauspieler.

## Biografie
Er studierte an der Hacettepe-Universität in Ankara. 1996 erlangte er seinen Durchbruch mit dem türkischen Film Eskiya – Der Bandit als Kiz Naci. Im Jahre 2004 wirkte er beim Film Yazı Tura – Kopf oder Zahl als Zeyyat mit. Weitere bekannte Filme, in denen er mitwirkte sind Takva – Gottesfurcht und Kutsal Damacana. Sein bisher größter Erfolg war der Part des Kaders in Feo Aladags Spielfilm Die Fremde. Für die Darstellung des Vaters einer kurdischstämmigen Deutschen (gespielt von Sibel Kekilli), die die Türkei verlässt, um mit ihrem Sohn in Deutschland ein selbstbestimmtes Leben zu führen, wurde er für den Deutschen Filmpreis nominiert.

## Filmografie (Auswahl)

### Filme
- 1996: Eskiya – Der Bandit
- 2004: Yazı Tura – Kopf oder Zahl
- 2006: Kader
- 2006: Polis
- 2006: Takva – Gottesfurcht
- 2007: Kutsal Damacana
- 2009: Vavien
- 2010: Die Fremde

### Serien
- 1995: Bir Demet Tiyatro
- 1999: İkinci Bahar
- 2003: Alacakaranlık
- 2008: Gece Gündüz
- 2012: Sultan
- 2014: Urfalıyam Ezelden
- 2015: Baba Candir
- 2020: Bir Başkadır – Acht Menschen in Istanbul
- 2022: Kızılcık Şerbeti